# Covered by The Beach Boys
Covered by The Beach Boys es un álbum compilatorio de The Beach Boys publicado el 1 de febrero de 2006, este álbum contiene doce covers que grabó el grupo a lo largo de sus 45 años de actividad.

## Características
Gran parte de la reputación de The Beach Boys cae por parte de las canciones compuestas y producidas por Brian Wilson, sin embargo ninguno de estos éxitos aparece en este álbum, ninguna de las canciones de esta compilación tiene la "chispa" como los otros éxitos del grupo. "Barbara Ann" fue descartada, cuando es uno de los covers más famosos y buenos (quizás mejor que la versión original). "Walk on By" es una de las mejores grabaciones, sin embargo esta versión sólo dura 56 segundos.
Las canciones "Johnny B. Goode" y "School Days Ring Ring Goes the Bell" ambas de Chuck Berry son grabaciones en vivo de Beach Boys Concert y Good Timin': Live at Knebworth England 1980 respectivamente. También aparece el cover de "With a Little Help from My Friends" cantada por Bruce Johnston originalmente de The Beatles, esta versión ya había aparecido en Rarities de 1983.

## Lista de canciones
1. "California Dreamin'" (Gilliam y Phillips) - 3:13
2. "Do You Wanna Dance" (Freeman) - 2:21
3. "School Days Ring Ring Goes the Bell" (Berry) - 2:52
4. "Walk on By" (Bacharach y David) - 0:56
5. "Come Go with Me" (Quick) - 2:07
6. "Johnny B. Goode" (Berry) - 2:00
7. "Palisades Park" (Barris) - 2:31
8. "Then I Kissed Her" (Barry, Greenwich y Spector) - 2:18
9. "The Wanderer"	(Maresca) - 2:00
10. "Summertime Blues" (Capehart y Cochran) - 2:12
11. "The Letter" (Thompson) - 1:51
12. "With a Little Help from My Friends" (Lennon/McCartney) - 2:25